# 柬埔寨王家軍
柬埔寨王家軍（羅馬化：Kangtrop Yothipol Khemarak Phumin，缩写为RCAF）是柬埔寨王國的國家武裝部隊，成立于1993年9月24日，前身是柬埔寨人民武装力量。三軍統帥為柬埔寨國王諾羅敦·西哈莫尼，由陸軍、海軍、空軍和宪兵部隊組成。目前軍隊由國防部管轄和調度。根據憲法，柬埔寨王家軍負責保護柬埔寨王國的主權和領土完整以及對抗來外來的威脅。

## 職級
柬埔寨王軍分為三大要職：
- 总司令：波尔沙伦（Pol Saruon）上将
- 副总司令：姜沙沃中将、莫沙伦中将、毅沙拉中将（兼技术培训主任）、宽贤中将（兼工兵司令）、金文潭中将
- 王家军秘书长宋万通中将
- 柬埔寨王家陸軍
  - 陆军司令：洪玛奈上将（洪森的长子）[3]
  - 柏威夏战区司令谢达拉（柬埔寨王家军副总司令兼）
  - 911特種部隊
- 柬埔寨王家海军
  - 海军司令狄应中将
  - 柬埔寨王家海軍陸戰隊
- 柬埔寨王家空军
  - 空军司令盛森南中将
- 柬埔寨王家宪兵
  - 憲兵总督邵速卡中将
- 柬埔寨王家军总医院 院长李索万准将

洪森警卫队
- 惠比深（Huy Piseth）上将
- 兴文贤（Hing Bun Heang）上将
- 杨宗勋（Duong Heng）中将
- 施华飞（Xi Hu Hui）中将
- 龙明（Long Meng）中将

柬埔寨国防部
- 国防部长狄班（副总理兼）
- 国务秘书宁帕（Neang Phat）上将、肯文松上将
- 副国务秘书 春速杰中将、东合中将
- 情报总局局长 洪玛能中将（1981年生，洪森次子）
- 人力资源局副局长 乔萨帕（Khieu Sa Phat）少将
- 政策和外事总局局长 能索瓦中将（或译纳索万）
- 后勤与财务总局局长 宋桑南中将
- 军事服务总局局长明 沙万多中将
- 物资技术总局 周比伦中将
- 维和部队排雷管理中心主任 森速万尼中将
- 禁核生化武器机构秘书长 寨宋中将
- 监察总局局长 高丹中将

## 圖集

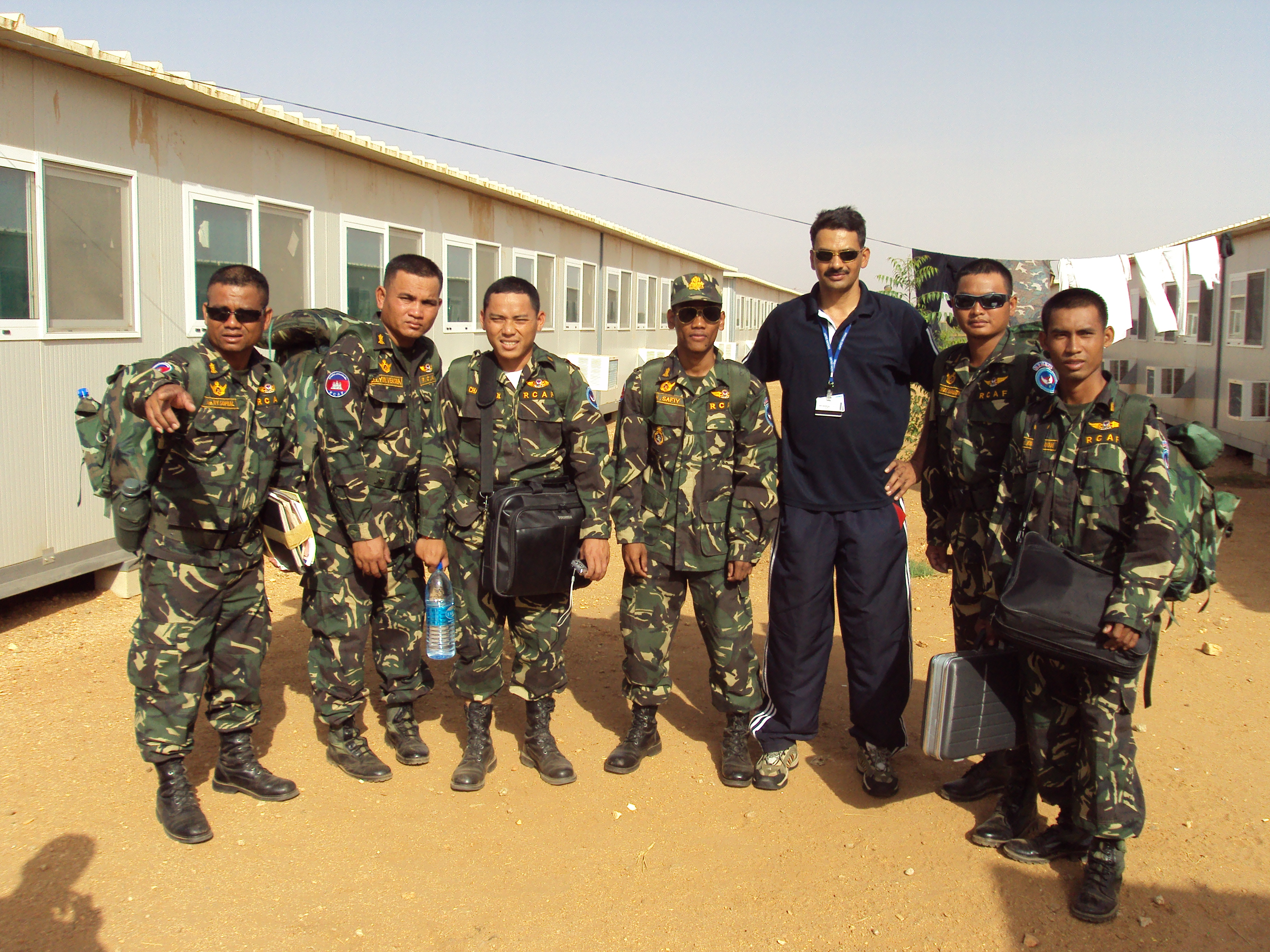
柬埔寨王家軍在蘇丹的聯合訓練
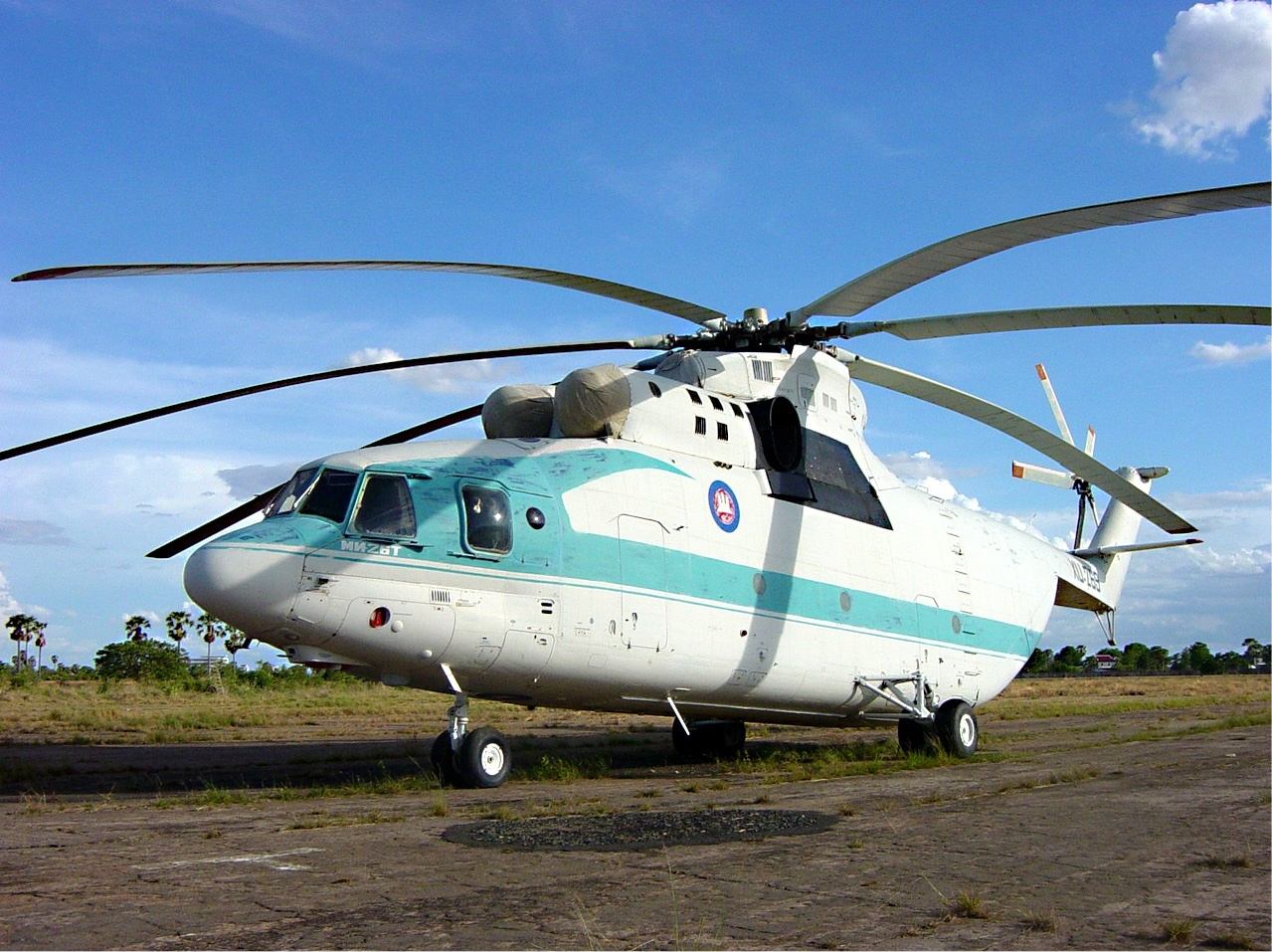
Mi-26T
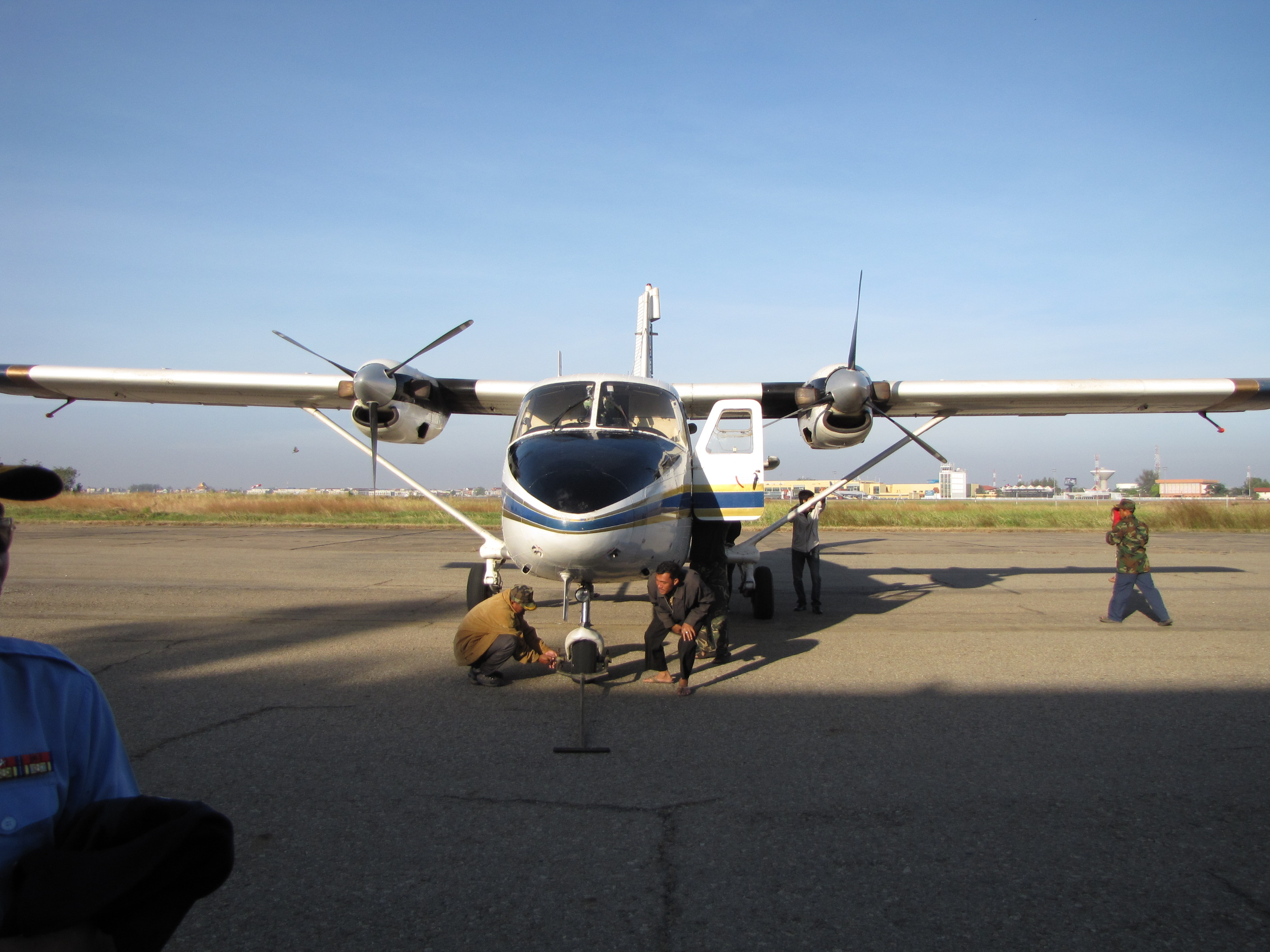
Y12偵察機
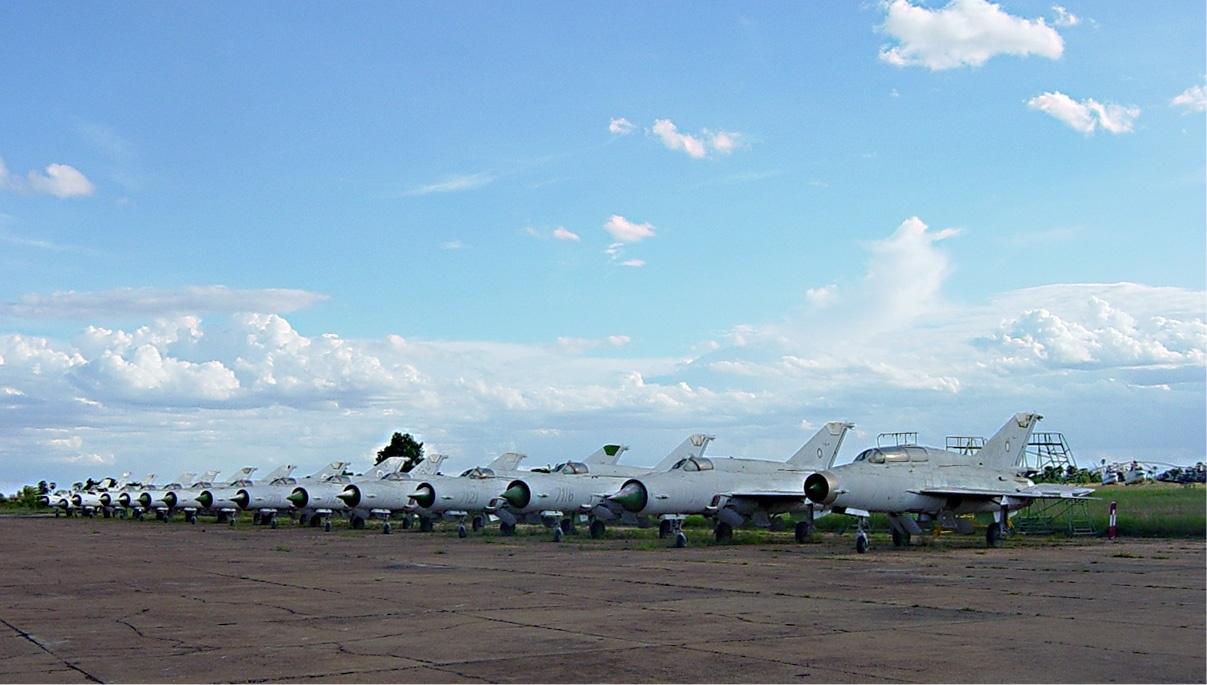
MiG-21
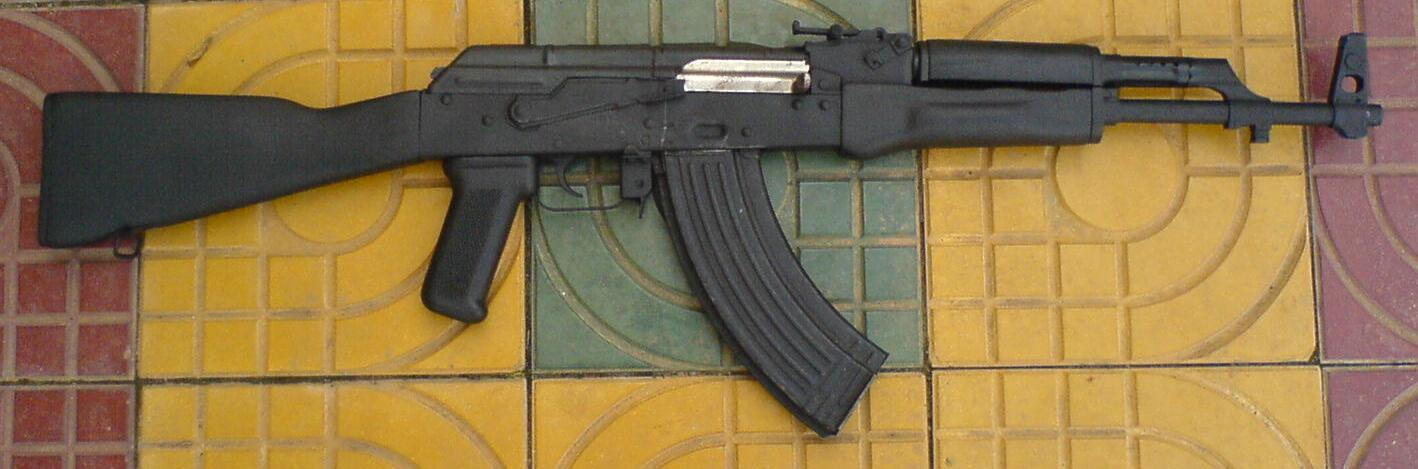
AK-47
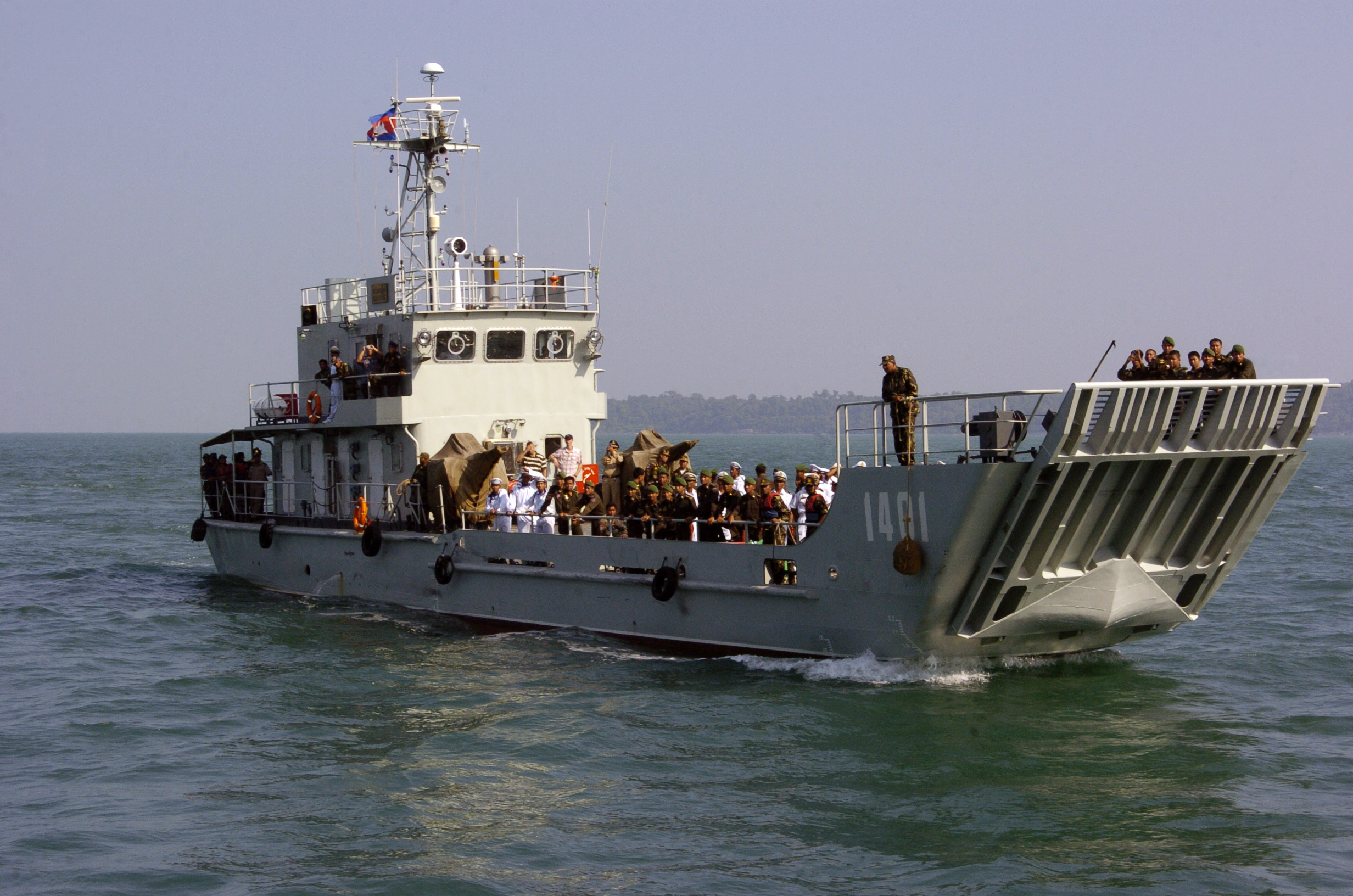
柬埔寨登陸艦